# Pantera (DC Comics)
Pantera (no original em inglês: Wildcat; “gato-selvagem” em tradução livre) é um personagem fictício da DC Comics.
Foi um dos mentores de Bruce Wayne e de Dinah Lance.

## Descrição
Pantera é um título que já foi usado por vários alter-egos, sendo o primeiro e mais famoso deles Ted Grant, um membro de longa data da Sociedade da Justiça da América. Um boxeador peso-pesado de classe mundial, Grant ficou emaranhado inadvertidamente no submundo do crime e desenvolveu uma identidade mascarada para limpar seu nome.
Outros personagens usaram o nome e identidade de Grant, incluindo sua afilhada Yolanda Montez, que serviu como um substituto temporário para ele, e seu filho Tom Bronson, um homem-gato meta-humano que é tutorado por ele como o segundo Pantera e membro da Sociedade da Justiça em histórias do final dos anos 2000.
A versão Ted Grant do Pantera apareceu pela primeira vez em Sensation Comics #1 e foi criada pelo escritor Bill Finger, e desenhada pelo ilustrador Irwin Hasen.

## Poderes e Habilidades
Ted Grant é um lutador combativo especialista e um boxeador campeão mundial no auge de sua condição física. Ele também é altamente habilidoso em outras artes marciais, como Capoeira, Hapkido, Kickboxing, Krav Maga, Muay Thai, e Taekwondo. Ele recebeu "nove vidas" como resultado de um feitiço mágico, o que explica sua longevidade; essas nove vidas não só o mantiveram jovem, mas também o trazem de volta à vida se ele for explicitamente morto. Ele também é surpreendentemente forte e soberbamente ágil. Seu traje é inspirado na figura de um gato negro.
A história de sua origem muda conforme a fase nos quadrinhos.